# 松井繁
松井 繁（まつい しげる、1969年11月11日 - ）は、大阪府吹田市出身のボートレーサー。登録第3415号。

## 来歴

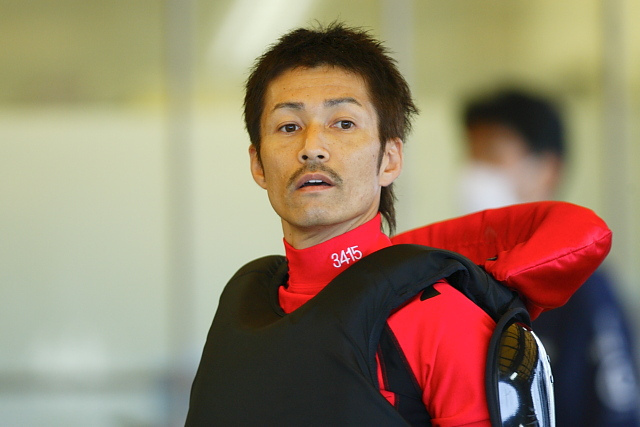
2012年当時の肖像

大阪府吹田市南吹田出身。上に兄が一人いる。父親は寿司屋を経営していたが、本人は「包丁持つのも苦手」だとして、家業を継ぐ気は全く無かった。中学・高校時代はテニスをしていたが、目立つ選手ではなかったという。北陽高等学校在学時は将来の進路を見い出せず、大学や専門学校を数校受験するつもりでいたが、競艇選手の募集に応募したところ合格。北陽高等学校を卒業後に本栖研修所（現・ボートレーサー養成所）に入所する。なお競艇選手を志した経緯については、「父親が知人から競艇選手養成所の募集案内を渡されたのをきっかけに養成所にも出願した」、「父親の寿司屋の従業員から「ボートレーサーに向いてるんじゃないか？」って勧められた」など、文献によって異なる記述が見られる。
松井によると、養成所時代は同期生の中でも転覆が抜きん出て多く、いつ養成所を退学になるか恐れる日々を送っていたという。しかし同期生の應治千代美によると、養成期間の後半に入り実戦形式の研修を行うようになると、松井は服部幸男とともにトップクラスの成績を収めるようになったという。その後、1989年3月24日に選手登録をする。
1989年5月、地元住之江競艇場にてデビュー。デビューから半年でB1級に昇級し、その1年後にA級に昇級した。なお本人によれば、デビューから数年は試行錯誤を繰り返していたものの、1995年5月に住之江で行われたオール大阪戦（ラピートカップ）で「ようやく納得のいくモンキーターンができた」ことで、競艇選手としてやっていける自信が固まったという。
2008年9月12日、福岡チャンピオンカップ初日のドリームレースで1着に入り、公営競技史上初の生涯獲得賞金25億円を突破。
2009年7月14日、津競艇場での「G1モーターボート大賞」で1500勝達成。
2009年10月13日、尼崎競艇場での「全日本選手権」で初優勝、悲願の競艇ダービー制覇を果たした。
2009年12月23日、賞金王決定戦競走V3を果たし、SG競走V10を達成した。
2011年9月8日、鳴門競艇場での「G1大渦大賞」にて優勝。史上12人目となる、通算100回目の優勝を果たした（うちSG10勝、GI45勝）。
2011年12月25日、住之江競艇場での「第26回賞金王決定戦」にて2着となり4500万円を獲得。公営競技史上初の生涯獲得賞金30億円突破を果たす。
2023年5月27日、芦屋競艇場で行われたSG第50回オールスターの5日目、日本のボートレース史上初となる生涯獲得賞金40億円突破を果たした。

## エピソード
- 「ボートレースのメッカ」住之江競艇場を抱え、競艇の盛んな近畿地区の絶対的エースであり、植木通彦の「艇王」に対し、「絶対王者」という異名を持つ[15]。
- 江戸川競艇場を苦手としており、これまで優勝したことがない。2006年の江戸川MB大賞では初日から江戸川独特の波やうねりに苦しみ、節間で1着を獲ることもままならず予選落ち。その後は長らく江戸川の斡旋はなかったが、2014年の周年記念で7年半ぶりに斡旋され、優勝戦に進出。優勝とはならなかったものの「王者」として気を吐いた。
- 賞金王決定戦競走では初出場の1995年から2004年まで連続出場していたが、2005年7月に桐生競艇場でのオーシャンカップ競走準優勝戦でフライングを喫し、その罰則によりSG出場4回停止のペナルティ[16]。これにより連続出場は10で途切れた[16]。翌2006年からは再び連続で出場していたが、2018年に蒲郡競艇場でのボートレースダービーの最終日にフライングしてしまい、同年の賞金ランキングが22位と低迷したことから、連続出場記録が12で途切れた他、グランプリシリーズの期間中にフライング休みが入ったため、シリーズ戦にも出場できなかった[17]。
- 1996年から始まったSGオーシャンカップ競走では、第1回から連続で出場しており2011年までは唯一の皆勤であったが、2012年に尼崎競艇場で行われた第17回オーシャンカップにはフライング休みのため出場できず、連続出場記録は16で止まった。
- 弟子に浦上拓也、鎌田義、北村征嗣[18]、山本隆幸（兵庫支部所属）、同期には鈴木茂正、服部幸男、中里英夫、鈴木博、應治千代美らがいる。
- 容姿がマイケル富岡に似ており[15]、内田和男は松井を「マイケルレインボーアタッカー」と称した。また、雑誌でマイケルと対談したこともある。
- 座右の銘は「時は金なり (Time is Money)」[19]。趣味はペラ叩き。
- サンテレビ「ボートの時間!」では、同番組アシスタントの藤村椿から「しげちぇる」というニックネームを付けられている。
- 妻との間に娘が3人おり、三女の朝海は第53回ミス日本コンテスト2021でグランプリに選出された[20][21]。ちなみに普段、朝海からは「ゲルちゃん」もしくは「ゲル」と呼ばれている[22]。また、2024年に長女に子供が産まれ、おじいちゃんになったことを明らかにしている[23]。
- 競艇誌「BOATBoy」のインタビューで「アイスクリームは一日も欠かさない」と言うほどのアイスクリーム好き。ちなみに好きなアイスはガリガリ君、アイスの実（ぶどう、もも、カフェオレ）で、量は「1日3袋」と決めている[22]。他によっちゃんイカも好物で、朝海によれば「家族でトランプをするときは必ずよっちゃんイカを食べている」[22]。

## 成績

### 勝率・連対率など
- 出場予定 　　　BOAT RACEオフィシャルWEB（出場予定）参照へ
- 期別成績 　　　BOAT RACEオフィシャルWEB（期別成績）参照へ
- コース別成績　BOAT RACEオフィシャルWEB（コース別成績）参照へ

### 優勝実績

#### SG
| 回数 | 開催年 | 優勝戦日 | 開催名                                      | 開催場       | 枠番 | 進入コース | スタート | 決まり手   | 節間成績       |
| ---- | ------ | -------- | ------------------------------------------- | ------------ | ---- | ---------- | -------- | ---------- | -------------- |
| 初   | 1996年 | 5月27日  | 第23回 笹川賞                               | 児島競艇場   | 6枠  | 6コース    | .17      | 恵まれ     | ２３４３２②1   |
| V2   | 1998年 | 7月20日  | 第3回 オーシャンカップ                      | 三国競艇場   | 1枠  | 1コース    | .19      | 逃げ       | １３２２３２①1 |
| V3   | 1999年 | 12月23日 | 第14回 賞金王決定戦                         | 住之江競艇場 | 2枠  | 2コース    | .03      | まくり     | ３２３1        |
| V4   | 2001年 | 5月20日  | 第28回 笹川賞                               | 浜名湖競艇場 | 6枠  | 5コース    | .13      | まくり差し | ４１２２６②1   |
| V5   | 2006年 | 7月30日  | 第11回 オーシャンカップ                     | 若松競艇場   | 1枠  | 1コース    | .14      | 逃げ       | １３３４３１①1 |
| V6   | 2006年 | 12月24日 | 第21回 賞金王決定戦                         | 住之江競艇場 | 1枠  | 1コース    | .10      | 逃げ       | １３１1        |
| V7   | 2008年 | 3月30日  | 第43回 総理大臣杯                           | 児島競艇場   | 1枠  | 1コース    | .10      | 逃げ       | ２１２２２１①1 |
| V8   | 2008年 | 7月27日  | 第13回 オーシャンカップ                     | 蒲郡競艇場   | 1枠  | 1コース    | .18      | 逃げ       | ２１３４１①1   |
| V9   | 2009年 | 10月13日 | 第56回 全日本選手権                         | 尼崎競艇場   | 1枠  | 1コース    | .20      | 逃げ       | ２３１４２１①1 |
| V10  | 2009年 | 12月23日 | 第24回 賞金王決定戦                         | 住之江競艇場 | 3枠  | 3コース    | .08      | 差し       | １３４1        |
| V11  | 2013年 | 7月28日  | 第18回 オーシャンカップ                     | 若松競艇場   | 1枠  | 1コース    | .14      | 抜き       | ３３２１１１①1 |
| V12  | 2014年 | 3月23日  | 第49回 ボートレースクラシック（総理大臣杯） | 尼崎競艇場   | 1枠  | 1コース    | .14      | 逃げ       | ３１２２２２①1 |

#### GI/PGI
2023年1月15日現在、G1通算58勝。全24場中22場でG1タイトルを獲得している。未優勝は江戸川競艇場と徳山競艇場のみ。
| 回数 | 開催年 | 優勝戦日 | 開催名                                | 開催場       | 枠番 | 進入コース | 決まり手   | 節間成績         |
| ---- | ------ | -------- | ------------------------------------- | ------------ | ---- | ---------- | ---------- | ---------------- |
| 初   | 1992年 | 5月18日  | 開設36周年記念 戸田グランプリ         | 戸田競艇場   | 1枠  | 3コース    | まくり     | １１５３１４１①1 |
| 2    | 1995年 | 2月15日  | 第38回 近畿地区選手権                 | びわこ競艇場 | 4枠  | 5コース    | 抜き       | １６１１２５②1   |
| 3    | 1995年 | 4月25日  | 開設43周年記念 海の王者決定戦         | 大村競艇場   | 2枠  | 6コース    | まくり差し | ３５１１４３３①1 |
| 4    | 1996年 | 4月7日   | 開設44周年記念 秩父宮妃記念杯         | びわこ競艇場 | 6枠  | 5コース    | まくり差し | ３３１４３②1     |
| 5    | 1996年 | 7月11日  | 開設44周年記念 京極賞                 | 丸亀競艇場   | 6枠  | 5コース    | 差し       | ２２２２３１①1   |
| 6    | 1997年 | 6月10日  | 開設45周年記念 つつじ賞王座決定戦     | 津競艇場     | 3枠  | 6コース    | 差し       | １３２１２４①1   |
| 7    | 1997年 | 8月3日   | 開設44周年記念 マーメイドグランプリ   | 常滑競艇場   | 2枠  | 4コース    | 差し       | ４１３１１２①1   |
| 8    | 1998年 | 4月21日  | GIモーターボート大賞                  | 大村競艇場   | 6枠  | 6コース    | 恵まれ     | ２１２３２４②1   |
| 9    | 1998年 | 6月14日  | 開設46周年記念 つつじ賞王座決定戦     | 津競艇場     | 3枠  | 2コース    | 差し       | ２１３１１３①1   |
| 10   | 1998年 | 11月8日  | 開設44周年記念 宮島チャンピオンカップ | 宮島競艇場   | 6枠  | 3コース    | まくり差し | １２２転１２②1   |
| 11   | 1999年 | 3月11日  | 開設42周年記念 太閤賞                 | 住之江競艇場 | 1枠  | 3コース    | まくり     | １１１１１①1     |
| 12   | 1999年 | 9月19日  | GIモーターボート大賞                  | 津競艇場     | 4枠  | 3コース    | 抜き       | １３３１４４②1   |
| 13   | 2000年 | 2月14日  | 第43回 近畿地区選手権                 | 尼崎競艇場   | 1枠  | 1コース    | 逃げ       | １４１３１１①1   |
| 14   | 2000年 | 7月4日   | 開設46周年記念 ウエイキーカップ       | 多摩川競艇場 | 3枠  | 4コース    | まくり     | ２２１２３１①1   |
| 15   | 2000年 | 7月31日  | 開設47周年記念 浜名湖賞               | 浜名湖競艇場 | 1枠  | 2コース    | 差し       | ５１２１３２①1   |
| 16   | 2000年 | 11月7日  | 開設44周年記念 戸田グランプリ         | 戸田競艇場   | 1枠  | 1コース    | 逃げ       | ５１１２４１①1   |
| 17   | 2002年 | 2月1日   | 開設49周年記念 近松賞                 | 尼崎競艇場   | 2枠  | 2コース    | まくり     | ２４３１２１①1   |
| 18   | 2002年 | 9月29日  | GIモーターボート大賞                  | 多摩川競艇場 | 1枠  | 1コース    | 逃げ       | １３４３２３①1   |
| 19   | 2002年 | 10月8日  | 第30回 高松宮記念                     | 住之江競艇場 | 1枠  | 1コース    | 逃げ       | ３４２２１３①1   |
| 20   | 2003年 | 3月2日   | 開設46周年記念 太閤賞                 | 住之江競艇場 | 1枠  | 1コース    | 逃げ       | １３１１１①1     |
| 21   | 2003年 | 3月16日  | 開設49周年記念 北陸艇王決戦           | 三国競艇場   | 2枠  | 2コース    | 差し       | ３２２３１１①1   |
| 22   | 2003年 | 4月13日  | ダイヤモンドカップ                    | 多摩川競艇場 | 1枠  | 1コース    | 逃げ       | ３４４５２１①1   |
| 23   | 2003年 | 6月20日  | 開設50周年記念 福岡チャンピオンカップ | 福岡競艇場   | 2枠  | 2コース    | 差し       | １５４１２４①1   |
| 24   | 2003年 | 9月18日  | GIモーターボート大賞                  | 下関競艇場   | 1枠  | 1コース    | 逃げ       | ４２３２２１①1   |
| 25   | 2003年 | 9月28日  | 開設51周年記念 つつじ賞王座決定戦     | 津競艇場     | 2枠  | 1コース    | 逃げ       | ２２３４１１①1   |
| 26   | 2003年 | 10月25日 | 開設49周年記念 競帝王決定戦           | 下関競艇場   | 4枠  | 3コース    | まくり     | １４３４１４②1   |
| 27   | 2003年 | 11月12日 | GIモーターボート大賞                  | 三国競艇場   | 1枠  | 1コース    | 逃げ       | ２１２３３１①1   |
| 28   | 2004年 | 1月17日  | 開設51周年記念 近松賞                 | 尼崎競艇場   | 1枠  | 1コース    | 逃げ       | ２１２１１１①1   |
| 29   | 2004年 | 4月7日   | 開設52周年記念 びわこ大賞             | びわこ競艇場 | 2枠  | 2コース    | 差し       | １１１５２１①1   |
| 30   | 2004年 | 11月18日 | ダイヤモンドカップ                    | 浜名湖競艇場 | 5枠  | 2コース    | 差し       | ３１２３１２②1   |
| 31   | 2004年 | 12月12日 | 開設50周年記念 競帝王決定戦           | 下関競艇場   | 1枠  | 1コース    | 逃げ       | １１３１３２①1   |
| 32   | 2006年 | 12月14日 | GIモーターボート大賞                  | 鳴門競艇場   | 1枠  | 1コース    | 逃げ       | １１２１４１①1   |
| 33   | 2007年 | 2月26日  | 開設50周年記念 太閤賞                 | 住之江競艇場 | 1枠  | 1コース    | 逃げ       | ３１２１３１①1   |
| 34   | 2007年 | 5月17日  | 開設55周年記念 全日本王座決定戦       | 芦屋競艇場   | 1枠  | 1コース    | 逃げ       | １１１１２２①1   |
| 35   | 2007年 | 12月14日 | ダイヤモンドカップ                    | びわこ競艇場 | 4枠  | 5コース    | 差し       | ４３１３１②1     |
| 36   | 2008年 | 1月20日  | 開設54周年記念 全日本王者決定戦       | 唐津競艇場   | 4枠  | 4コース    | まくり差し | ２６１１２１②1   |
| 37   | 2008年 | 5月18日  | 開設55周年記念 大渦大賞               | 鳴門競艇場   | 4枠  | 5コース    | まくり差し | １５３２１２②1   |
| 38   | 2008年 | 6月10日  | 開設56周年記念 つつじ賞王座決定戦     | 津競艇場     | 1枠  | 1コース    | 逃げ       | １２１１５①1     |
| 39   | 2008年 | 12月14日 | GIモーターボート大賞                  | 津競艇場     | 1枠  | 1コース    | 逃げ       | ３１１２１３①1   |
| 40   | 2009年 | 2月24日  | GIモーターボート大賞                  | 大村競艇場   | 1枠  | 1コース    | 逃げ       | １２１１２１①1   |
| 41   | 2009年 | 3月31日  | 開設52周年記念 太閤賞                 | 住之江競艇場 | 1枠  | 1コース    | 逃げ       | １１２２１２①1   |
| 42   | 2009年 | 6月9日   | 開設56周年記念 大渦大賞               | 鳴門競艇場   | 1枠  | 1コース    | 逃げ       | ２１１１５２①1   |
| 43   | 2010年 | 2月9日   | 第53回 近畿地区選手権                 | 住之江競艇場 | 1枠  | 1コース    | 逃げ       | １１２４１１①1   |
| 44   | 2010年 | 11月10日 | ダイヤモンドカップ                    | 丸亀競艇場   | 1枠  | 1コース    | 逃げ       | １２３３１２①1   |
| 45   | 2011年 | 9月8日   | 開設58周年記念 大渦大賞               | 鳴門競艇場   | 1枠  | 1コース    | 逃げ       | １２３２１１①1   |
| 46   | 2011年 | 12月7日  | 第55回 近畿地区選手権                 | 尼崎競艇場   | 1枠  | 1コース    | 逃げ       | ４１１１１３①1   |
| 47   | 2012年 | 1月17日  | 開設59周年記念 近松賞                 | 尼崎競艇場   | 1枠  | 1コース    | 逃げ       | ４２４１２１①1   |
| 48   | 2012年 | 9月4日   | 開設60周年記念 つつじ賞王座決定戦     | 津競艇場     | 2枠  | 2コース    | 差し       | ５１３１１２①1   |
| 49   | 2012年 | 11月6日  | 開設58周年記念 宮島チャンピオンカップ | 宮島競艇場   | 1枠  | 1コース    | 逃げ       | ２３２１３１①1   |
| 50   | 2014年 | 2月11日  | 第57回 近畿地区選手権                 | 住之江競艇場 | 1枠  | 1コース    | 逃げ       | １４２１１１①1   |
| 51   | 2014年 | 5月8日   | 開設62周年記念 つつじ賞王座決定戦     | 津競艇場     | 1枠  | 1コース    | 逃げ       | １１２５１１①1   |
| 52   | 2015年 | 11月3日  | 開設63周年記念 びわこ大賞             | びわこ競艇場 | 1枠  | 1コース    | 逃げ       | １１３１２１①1   |
| 53   | 2015年 | 12月8日  | 開設61周年記念 トーキョーベイカップ   | 平和島競艇場 | 1枠  | 1コース    | 逃げ       | ２１２２１１①1   |
| 54   | 2016年 | 1月17日  | 開設63周年記念 尼崎センプルカップ     | 尼崎競艇場   | 1枠  | 1コース    | 逃げ       | １５２１１２①1   |
| 55   | 2017年 | 10月19日 | 開設61周年記念 赤城雷神杯             | 桐生競艇場   | ４枠 | ４コース   | 差し       | ２２２３２３②1   |
| 56   | 2017年 | 11月16日 | 開設61周年記念 福岡チャンピオンカップ | 福岡競艇場   | 1枠  | 1コース    | 逃げ       | １１３２２２①1   |
| 57   | 2017年 | 12月5日  | 開設65周年記念 センプルカップ         | 尼崎競艇場   | 1枠  | 1コース    | 逃げ       | ３１１６１１①1   |
| 58   | 2023年 | 1月15日  | PGI BBCトーナメント                   | 琵琶湖競艇場 | 1枠  | 1コース    | 逃げ       | １❷❷❷1           |

#### GII
| 回数 | 開催年 | 優勝戦日 | 開催名                       | 開催場       | 枠番 | 進入コース | 決まり手 | 節間成績       |
| ---- | ------ | -------- | ---------------------------- | ------------ | ---- | ---------- | -------- | -------------- |
| 初   | 2006年 | 4月29日  | 第10回 競艇マクール賞 競艇祭 | 大村競艇場   | 3枠  | 3コース    | まくり   | ２４３１２１①1 |
| ２   | 2013年 | 4月28日  | モーターボート大賞           | 三国競艇場   | 1枠  | 1コース    | 逃げ     | １２２１３１①1 |
| ３   | 2013年 | 12月9日  | 第57回 秩父宮妃記念杯競走    | びわこ競艇場 | 1枠  | 1コース    | 逃げ     | １２３２１１①1 |

#### GIII
優勝数6回

#### 一般戦
優勝数44回